# Lingana
Lingana is een geslacht van kevers uit de familie  
kniptorren (Elateridae).
Het geslacht is voor het eerst wetenschappelijk beschreven in 1960 door Neboiss.

## Soorten
Het geslacht omvat de volgende soorten:
- Lingana dombarta Neboiss, 1960
- Lingana illita (Candèze, 1863)